# Опдайк (Іллінойс)
Опдайк (англ. Opdyke) — переписна місцевість (CDP) в США, в окрузі Джефферсон штату Іллінойс. Населення — 236 осіб (2020).

## Географія
Опдайк розташований за координатами 38°15′30″ пн. ш. 88°47′23″ зх. д. / 38.25833° пн. ш. 88.78972° зх. д. (38.258236, -88.789857).  За даними Бюро перепису населення США в 2010 році переписна місцевість мала площу 1,36 км², уся площа — суходіл.

## Демографія
Згідно з переписом 2010 року, у переписній місцевості мешкали 254 особи в 91 домогосподарстві у складі 67 родин. Густота населення становила 187 осіб/км².  Було 104 помешкання (77/км²).
Расовий склад населення:
| - 96,5 % — білих |

До двох чи більше рас належало 3,1 %. Частка іспаномовних становила 2,4 % від усіх жителів.
За віковим діапазоном населення розподілялося таким чином: 26,8 % — особи молодші 18 років, 63,4 % — особи у віці 18—64 років, 9,8 % — особи у віці 65 років та старші. Медіана віку мешканця становила 37,0 року. На 100 осіб жіночої статі у переписній місцевості припадало 108,2 чоловіків;  на 100 жінок у віці від 18 років та старших — 104,4 чоловіків також старших 18 років.
Середній дохід на одне домашнє господарство  становив 62 859 доларів США (медіана — 46 354), а середній дохід на одну сім'ю — 70 445 доларів (медіана — 62 917). Медіана доходів становила 57 083 долари для чоловіків та 27 000 доларів для жінок. За межею бідності перебувало 36,3 % осіб, у тому числі 62,6 % дітей у віці до 18 років та 0,0 % осіб у віці 65 років та старших.
Цивільне працевлаштоване населення становило 126 осіб. Основні галузі зайнятості: виробництво — 34,1 %, освіта, охорона здоров'я та соціальна допомога — 27,0 %, роздрібна торгівля — 23,0 %.